# Departamento de Transporte de Oklahoma
El Departamento de Transporte de Oklahoma (en inglés: Oklahoma Department of Transportation, ODOT) es la agencia estatal gubernamental encargada en la construcción y mantenimiento de toda la infraestructura ferroviaria, carreteras estatales; así como sus autopistas federales, locales e interestatales, y transporte aéreo del estado de Oklahoma. La sede de la agencia se encuentra ubicada en Oklahoma City, Oklahoma y su actual director es Gary Ridley.